# Pitohui cerviniventris
A Pitohui cerviniventris a madarak (Aves) osztályának a verébalakúak (Passeriformes) rendjébe, ezen belül a sárgarigófélék (Oriolidae) családjába tartozó faj.

## Rendszerezése
A fajt George Robert Gray angol zoológus írta le 1862-ben, a Rectes nembe Rectes cerviniventris néven.

## Alfajai
- Pitohui cerviniventris cerviniventris (G. R. Gray, 1862)
- Pitohui cerviniventris pallidus Oort, 1907[2]

## Előfordulása
Indonézia szigetein honos. Természetes élőhelyei a szubtrópusi és trópusi síkvidéki esőerdő, mocsári erdők és cserjések, valamint másodlagos erdők és vidéki kertek. Állandó, nem vonuló faj.

## Természetvédelmi helyzete
Az elterjedési területe kicsi, egyedszáma pedig ismeretlen. A Természetvédelmi Világszövetség Vörös listáján nem fenyegetett fajként szerepel.